# FK Dukla Praag
FK Dukla Praag (Tsjechisch: FK Dukla Praha) is een Tsjechische voetbalclub uit de hoofdstad Praag.

## Geschiedenis
In 1948 werd door het Tsjecho-Slowaakse leger de club ATK Praag opgericht. In 1953 werd de naam in ÚDA Praag veranderd en drie jaar later in Dukla Praag.
De club was een van de succesvolste in het Tsjecho-Slowaaks tijdperk met 11 landstitels en 7 vicetitels. De val van het communisme trok Dukla met zich mee en de club belandde in een diep dal waar ze langzaam uitkropen en in 2011 vervoegde de club zich weer bij de elite.

### ATK Praag - de vroege jaren

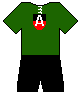
ATK speelde eerst in groen shirt en zwarte broek

Na de machtsovername van de communistische partij in Tsjecho-Slowakije wou deze naar het Sovjet-voorbeeld een legerclub opbouwen. Zo ontstond op 1 oktober 1948 Armádní tělovýchovný klub (ATK) die de beste voetbalspelers van het leger had. Andere grote clubs moesten hun spelers uitlenen aan de club als ze hun legerplicht moesten vervullen. Dit was voor de club echter een luxeprobleem, er waren namelijk veel spelers beschikbaar en de spelers kwamen en gingen regelmatig.
De club speelde in het Stadion Letná maar kon op weinig bijval rekenen. De supporters van Slavia en Sparta zagen immers geen reden om hun favoriete club de rug toe te keren. In het eerste jaar eindigde de club 8ste op 14 clubs, de volgende jaren eindigde de club rond de 5de plaats. In 1952 werd Karel Kolský, hij was een voormalig speler van Sparta en legde de grondbeginselen van de succesclub.

### ÚDA Praag - de eerste successen
In 1953 werd de clubnaam veranderd in Ústřední dům armády, ook de groen-zwarte clubkleuren van ATK werden veranderd in rood-geel. ÚDA zou naar het voorbeeld van het Russische CDSA Moskou hofleverancier voor het nationaal elftal worden. De beste drie spelers van Slavia Praag (op dat moment Dynamo Praag) werden getransfereerd naar ÚDA. Deze actie kwam het imago van de legerclub niet ten goede en de spelers verlieten de club.
In 1953 werd de club kampioen in de competitie die maar uit 13 wedstrijden bestond. Voor het WK voetbal 1954 dat voor Tsjecho-Slowakije al na 2 wedstrijden eindigde leverde ÚDA 7 spelers. In 1954 eindigde de club 4de en een jaar later 2de. Na de heenronde stond de club als eerste en kon zo deelnemen aan de Mitropacup, nadat eerst Bologna FC en daarna Slovan Bratislava uitgeschakeld werden verloor de club in de finale van het Hongaarse Vörös Lobogó. In 1956 nam de club deel aan een toernooi in Antwerpen en won met 5-0 van de gaststad en versloeg ook het Braziliaanse Botafogo. Datzelfde jaar mocht de club ook de titel in ontvangst nemen.

### Dukla Praag - de topjaren
In de winter van 1956 werd de clubnaam opnieuw veranderd, dit keer in AS Dukla Praag. De naam Dukla komt van een gelijknamige bergpas waar in 1944 Tsjecho-Slowaakse soldaten begonnen met de bevrijding van hun land. Dukla mocht al direct Europees spelen, maar werd daarin in de eerste ronde door Manchester United uitgeschakeld. In 1958 werd de club kampioen. Het volgende jaar werd de club tweede achter Červená hviezda Bratislava en verliet Karel Kolský de club als trainer.
In 1960 kreeg de club een eigen stadion, het stadion Na Julisce. De volgende jaren werd Dukla Praag vier keer op rij kampioen. In de Europacup I werd drie keer de kwartfinale bereikt. In de zomer van 1961 deed de club een toer door Noord-Amerika en speelde daar tien wedstrijden waarvan er negen gewonnen werden één gelijkgespeeld. De club nam deel aan de International Soccer League, een Amerikaans toernooi met clubs uit Amerika en Europa en won de competitie. De bijbehorende American Challenge Cup won Dukla in 1962, 1963 en 1964.
In 1962 leverde Dukla Praag zes spelers van de nationale ploeg die op het WK de finale speelde tegen Brazilië. De ontnuchtering volgde in 1965 toen de club achtste eindigde. Wel werd de beker binnengehaald. Het volgende seizoen won Dukla Praag de dubbel. In de Europacup I werd de halve finale bereikt. Eind jaren 60 ging het bergaf met de club.
Op 17 februari 1974 kwamen er 48 mensen om in het Abdel-Latif Abu-Rajelhastadion. Dat was tijdens de wedstrijden tussen Zamalek en Dukla Praag. De mensen werden doodgetrapt toen te veel mensen toegang probeerden te krijgen tot het stadion.
Ook de jaren zeventig leken geen soelaas te brengen, maar naar het einde van de jaren zeventig toe eindigde de club weer bovenaan. Na elf jaar werd in 1977 nog eens een titel gewonnen. De laatste titel werd in 1982 gewonnen. In de beker was de club wel nog succesvol en in 1986 werd de halve finale van de Europacup II gehaald.

### Dukla Praag - het verval
De val van het communisme betekende ook de val van Dukla. De club werd verkocht maar de nieuwe eigenaar interesseerde zich niet zo voor voetbal en de club speelde tegen de degradatie. Na de breuk van Tsjecho-Slowakije plaatste de club zich nog voor het eerste seizoen in de 1. česká fotbalová liga maar moest daar met het schaamrood op de wangen (10 punten op 30 wedstrijden) afdruipen. De club kreeg geen licentie voor de 2de klasse en werd naar de 3de klasse verbannen. In 1996 begon de volwassenafdeling van de club een samenwerking met FC Příbram dat in de 2de klasse speelde en wisselde met de club van plaats. De club werd kampioen in de 2de klasse, het volgende seizoen verhuisde de club naar Příbram en speelde als FC Dukla, zonder plaatsnaam dus. Een jaar later werd de naam Příbram toch achter de club gezet. Nadat in 2000 de hoofdsponsor Dukla door Marila verving leek het alsof er niets meer overschoot van wat eens een legendarische club was.

### FK Dukla Praag - de nieuwe club
In 1998 werd de juniorenclub FK Dukla Praag opgericht die met 8 clubs aantrad en niets te maken had met de opvolger van Dukla. In 2001 besloot de club te fuseren met FK Dukla Dejvice om zo opnieuw een seniorenafdeling te volgen. Dukla Dejvice was een legerclub die in 1958 opgericht werd en nooit hoger dan de 5de klasse speelde. De jonge club degradeerde na 2 jaar maar kon na één seizoen terugkeren. In 2005 eindigde de club 2de en mist zo net de promotie naar de 4de klasse maar het volgende seizoen liep bijna dramatisch af en een degradatie kon maar net vermeden worden. De supporters van de club zijn niet talrijk, per wedstrijd komen er tussen de 50 en 100 geïnteresseerden kijken.
In november 2006 werd bekend dat de club de licentie van tweedeklasser Jakubčovice Fotbal zou overnemen en zo speelt Dukla vanaf 2007/08 terug in de tweede klasse. In 2011 werd de club kampioen en promoveerde weer en werd in het eerste seizoen meteen zesde. Tot 2017 eindigde de club telkens in de top tien. In 2019 degradeerde de club weer. Dukla Praag werd in het seizoen 2023/24 kampioen van de Fortuna národní liga en promoveerde naar het hoogste niveau, nu Chance liga geheten.

## Naamsveranderingen
- 1948 – ATK Praag (Armádní tělovýchovný klub Praag)
- 1953 – ÚDA Praag (Ústřední dům armády Praag)
- 1956 – AS Dukla Praag (Armádní středisko Dukla Praag)
- 1976 – ASVS Dukla Praag (Armádní středisko vrcholového sportu Dukla Praag)
- 1991 – FC Dukla Praag (Football Club Dukla Praag)
- 1994 – FK Dukla Praag (Fotbalový klub Dukla Praag)
- 1996 – fusie met FC Příbram → FC Dukla
- 1998 – afsplitsing van FK Dukla Praag (Fotbalový klub Dukla Praag, o.s.) van FC Dukla
- 2001 – fusie met FK Dukla Dejvice → naam onveranderd
- 2007 – FK Dukla Praag (Fotbalový klub Dukla Praag, a.s.)

## Erelijst
| Internationaal tot 1993                      |     |                                                                  |
| Winnaar International Soccer League          | 1×  | 1961                                                             |
| Nationaal tot 1993                           |     |                                                                  |
| Kampioen Tsjecho-Slowaaks landskampioenschap | 11× | 1953, 1956, 1958, 1961, 1962, 1963, 1964, 1966, 1977, 1979, 1982 |
| Winnaar Beker van Tsjechië                   | 4×  | 1981, 1983, 1985, 1990                                           |
| Winnaar Beker van Tsjecho-Slowakije          | 9×  | 1952, 1961, 1965, 1966, 1969, 1981, 1983, 1985, 1990             |
| Nationaal sinds 1993                         |     |                                                                  |
| Kampioen Fotbalová národní liga              | 1×  | 2010/11, 2023/24                                                 |

## Eindklasseringen vanaf 2002 (grafiek)
| 14 |

| 14 |

| ? |

| 2 |

| 13 |

| 2 |

| 14 |

| 5 |

| 6 |

| 1 |

| 6 |

| 6 |

| 7 |

| 6 |

| 10 |

| 7 |

| 11 |

| 16 |

| 3 |

| 8 |

| 9 |

| 4 |

| 1 |

| 14 |

| Fortuna liga (I)            |
| Fotbalová národní liga (II) |
| ČFL / MSFL (III)            |

| Divize A/B (IV)         |
| Pražský přebor (V)      |
| Pražská I. A třída (VI) |

| Fortuna liga (I)            |
| Fotbalová národní liga (II) |
| ČFL / MSFL (III)            |

| Divize A/B (IV)         |
| Pražský přebor (V)      |
| Pražská I. A třída (VI) |

## Dukla Praag in Europa
Het "oude" Dukla Praag speelde sinds 1955 in diverse Europese competities. Hieronder staan de competities en in welke seizoenen de club deelnam:
Europacup I (10×)
1957/58, 1958/59, 1961/62, 1962/63, 1963/64, 1964/65, 1966/67, 1977/78, 1979/80, 1982/83
Europacup II (6×)
1965/66, 1969/70, 1981/82, 1983/84, 1985/86, 1990/91
UEFA Cup (6×)
1972/73, 1974/75, 1978/79, 1984/85, 1986/87, 1988/89
Mitropacup (4×)
1955, 1956, 1957, 1960